# Eutichurus cuzco
Eutichurus cuzco là một loài nhện trong họ Miturgidae.
Loài này thuộc chi Eutichurus. Eutichurus cuzco được miêu tả năm 1994 bởi Bonaldo.